# Francisco Barrio Terrazas
Francisco Barrio Terrazas fut le gouverneur de l'État mexicain de Chihuahua et secrétaire de la Fonction publique du Mexique,.

## Biographie

### Fonctions politiques
Terrazas a occupé le poste de gouverneur de l'État de Chihuahua, ainsi que de la ville Ciudad Juarez presque pendant une décennie. Il nomme Francisco Molina Ruiz procureur général de l'État (1992-96). Selon un docu-fiction, Backyard -- El Traspatio, plus de 400 femmes auraient été tués, les « mortes de Juarez », et plus de 1 000 auraient disparu alors qu'il était en poste. La presse mexicaine a rapporté son opinion à ce sujet à deux reprises : « Ce sont des femmes de mauvaise vie » et « Elles ont couru après leur propre malheur ». Terrazas a été nommé ambassadeur du Mexique au Canada en février 2009.